# Sam Collins (calciatore)
Sam Jason Collins (Pontefract, 5 giugno 1977) è un allenatore di calcio ed ex calciatore inglese, di ruolo difensore.

## Caratteristiche tecniche
Era un difensore centrale.

## Carriera

### Giocatore
Dopo aver giocato nelle giovanili dell'Huddersfield Town esordisce in prima squadra (e contestualmente anche tra i professionisti) all'età di 19 anni nella stagione 1996-1997, nella quale disputa 4 partite nella seconda divisione inglese; rimane nel club per altre due stagioni, nelle quali gioca rispettivamente 10 e 23 partite in seconda divisione. Passa quindi al Bury, con cui nell'arco di un triennio totalizza complessivamente 82 presenze e 2 reti in terza divisione, venendo poi svincolato al termine della stagione 2001-2002, conclusasi con la retrocessione degli Shakers in quarta divisione.
Nell'estate del 2002 firma un contratto con il Port Vale allenato da Brian Horton, lo stesso allenatore che all'Huddersfield Town lo aveva fatto esordire tra i professionisti; al termine della stagione 2002-2003 Collins diventa capitano dei Valiants, di cui nel corso delle sue stagioni di permanenza in squadra, tutte in terza divisione, è un titolare fisso: in tre stagioni e mezzo di permanenza, mette infatti a segno 11 reti in 135 presenze in terza divisione, a cui aggiunge ulteriori 14 presenze nelle varie coppe nazionali inglesi. La sua squadra successiva è l'Hull City, club di seconda divisione, che il 2 novembre 2005 lo preleva in prestito, rendendo poi il trasferimento definitivo nel gennaio del 2006 per una cifra di 65000 sterline. Nella stagione 2005-2006 gioca complessivamente 17 partite in seconda divisione, mentre l'anno seguente dopo ulteriori 6 presenze subisce nel mese di novembre un grave infortunio ad un ginocchio, che gli fa saltare tutto il resto della stagione 2006-2007. Il 28 settembre 2007 passa in prestito per un mese allo Swindon Town, club di terza divisione, con cui gioca 4 partite di campionato; terminato il prestito fa ritorno all'Hull City, con cui trascorre ai margini della rosa i mesi successivi, in cui gioca solamente una partita di FA Cup.
Il 31 gennaio 2008 si trasferisce a titolo definitivo all'Hartlepool Utd, club di terza divisione, con cui conclude la stagione 2007-2008 segnando 2 reti in 10 presenze, saltando però diverse settimane a causa di un infortunio; all'inizio della stagione successiva viene nominato capitano del club, con cui tra il 2008 ed il 2011 gioca sempre in terza divisione e sempre superando quota 40 presenze in campionato. Nel maggio del 2011 rinnova poi il contratto con i Pools, con cui nella stagione 2011-2012 gioca ulteriori 36 partite, a cui fanno seguito 43 presenze nella Football League One 2013-2014, terminata con la retrocessione in quarta divisione del club. Si conferma come uno dei punti di riferimento del club anche nella stagione 2013-2014, nonostante le sole 24 partite giocate. Si ritira infine al termine della stagione 2014-2015, nella quale gioca solamente 7 partite in quarta divisione, che lo portano ad un totale di 269 presenze e 6 reti in partite ufficiali con l'Hartlepool United.
In carriera ha totalizzato complessivamente 515 presenze e 19 reti nei campionati della Football League.

### Allenatore
Dal 5 al 23 ottobre e dal 6 al 14 dicembre del 2014 è stato allenatore ad interim dell'Hartlepool United, per un totale di una vittoria e 4 sconfitte nell'arco delle due brevi parentesi. Rimane poi come vice (mentre era ancora anche giocatore del club) del neoassunto allenatore Ronnie Moore. Ricopre un ruolo analogo anche sotto la guida tecnica del suo successore Cragi Hignett, per poi all'esonero di quest'ultimo riprendere il ruolo di allenatore ad interim, restando in carica per la partita del 21 gennaio 2017 vinta per 2-0 contro lo Template:Calcio Stevnage per poi restare come vice di Dave Jones, ruolo che mantiene però solamente fino al 10 marzo 2017, quando viene licenziato dal club.
Nel luglio del 2017 viene assunto dal Bradford City, club di terza divisione, per lavorare come Professional Develpoment Coach, un ruolo che, di fatto, lo vedeva collaborare con l'allenatore dei Bantams Stuart McCall nell'allenamento dei giovani aggregati alla prima squadra. Il 3 luglio 2018 viene poi assunto dallo York City, club di National League North (sesta divisione), per allenare nelle giovanili; il 20 agosto 2018 a seguito dell'esonero dell'allenatore della prima squadra Martin Grey viene promosso ad allenatore ad interim, venendo poi il successivo 10 ottobre confermato stabilmente nel ruolo dopo aver raccolto 4 vittorie in 8 partite. Il 15 gennaio 2019 viene tuttavia esonerato, con i Minstermen che si trovavano al quindicesimo posto in classifica. Trascorre poi la stagione 2019-2020 come allenatore nelle giovanili del Barnsley, mentre l'anno seguente dopo pochi mesi in un ruolo analogo al Mansfield Town diventa per circa un mese vice di Richard Cooper, allenatore ad interim della prima squadra, per poi tornare nelle giovanili dopo l'arrivo di Nigel Clough come allenatore della prima squadra.